# فيصل أبو بكر
فيصل عثمان أبوبكر وريري لاعب كرة قدم صومالي يحمل الجواز السعودي من مواليد السعودية ، و قد ترعرع في حي العمارية في منطقة البلد و هو يلعب في الدفاع في نادي جدة.

## مسيرة اللاعب
لعب في نادي الإتفاق ونادي الجيل ونادي الكوكب ونادي الباطن ونادي جدة.